# Santiago Bejarano
Santiago Bejarano Du Chaux (Santiago, 11 de enero de 1957) es un actor chileno, con nacionalidad francesa y colombiana.

## Filmografía

### Televisión
- Lala's Spa (2021) — Doctor Pataquiva
- Decisiones: unos ganan otros pierden (2020)
- Operación Pacífico (2020) — Papa de Rojas
- Distrito salvaje (2019) — Empresario Miguel Restrepo
- Relatos Retorcidos: La Agonía de Rafael Uribe Uribe (2019) — Dr. José María Lombana
- Venganza (2017) — Dr. Tulio Ocampo
- Polvo carnavalero (2017) — Abogado
- Infieles (2017) — Protagonista
- Tu voz estéreo (2017) — Varios personajes
- Las Vega's (2016- 2017) — Andrés
- La ley del corazón (2016- 2017) — Notario Zamora
- La niña (2016) — Doctor Caballero
- Sinú, río de pasiones (2016)
- La viuda negra 2 (2016)
- Anonima (2015) — Juez
- Metástasis (2015) — Guillermo Rosas
- Mujeres al límite (2014) — Protagonista
- El día de la suerte (2013)
- Mentiras perfectas (2013-2014)
- Pobres Rico (2012) — Alberto Henao
- Niñas mal  (2010)
- Nuevo rico, nuevo pobre (2007) — Carlos Quintero
- Floricienta (2006-2007) — Raúl
- Hasta que la plata nos separe (2007) — Rodrigo Santori
- Francisco el Matemático (2004) — Doctor Antonio Espinosa
- Pasión de Gavilanes (2003)  — Bruno Ferraño
- Bolívar soy yo! (2002)
- Amantes del desierto (2001)
- Carolina Barrantes  (1998)
- Café, con aroma de mujer (1994-1995) — Miguel Alfonso Tejeiros y Caballero
- Paloma (1994)
- Fronteras del regreso (1992)
- El cacique y la diosa (1988)